# Sozinische Klausel
Eine sozinische Klausel, auch sozinische oder socinische Kautel, cautela Sozini oder cautela socinii (von lateinisch cautela – „Vorsicht, Schutz, zu cavere = sich hüten, in Acht nehmen vor, sichern“) oder Wahlklausel ist eine Strafklausel im Erbrecht. und Unterfall einer erbrechtlichen Verwirkungsklausel in einer Verfügung von Todes wegen.
Sie wendet einem Pflichtteilsberechtigten mehr zu, als dessen Pflichtteil beträgt, knüpft aber die gesamte Zuwendung oder zumindest die Mehrzuwendung an die Bedingung, dass sich der Pflichtteilsberechtigte eine bestimmte Belastung auch hinsichtlich der Mehrzuwendung gefallen lässt. Der Pflichtteilsberechtigte hat dann nur die Wahl, entweder die Erbschaft so wie sie ist, also mit der gesamten Belastung, anzutreten oder aber sich – je nachdem ob die gesamte Zuwendung oder nur die Mehrzuwendung an die vollständige Lastenübernahme geknüpft ist – auf den Geldpflichtteil zurückzuziehen beziehungsweise sich mit der Pflichtteilsdeckung zu begnügen.
Im Gegensatz zur Verwirkungsklausel im Erbrecht (auch Kassatorische Klausel) wird somit bei der sozinischen Klausel dem Erben (Pflichtteilsberechtigten) die Wahlmöglichkeit gegeben zwischen einer (höheren) belasteten oder beschränkenden Erbzuwendung oder einer unbelasteten, kleineren Erbzuwendung (meist dem Pflichtteil).

## Namensherkunft
Obwohl die Sozinische Klausel bereits im späten Römischen Recht unter Justinian I. bekannt war, ist der Namensgeber der Sieneser Jurist Marianus Socinus (* 1481 oder 1482; † 1556).

## Zielsetzung
Die sozinische Klausel soll
- den letzten Willen des Erblassers dauerhaft durchsetzen und unter Umständen auch
- Streitigkeiten unter den Erben vermeiden.

## Deutschland
Nach § 2306 BGB kann ein als Erbe berufener Pflichtteilsberechtigter, der durch die Einsetzung eines Nacherben, die Ernennung eines Testamentsvollstreckers oder eine Teilungsanordnung beschränkt oder wenn er mit einem Vermächtnis oder einer Auflage beschwert ist, den unbelasteten Pflichtteil verlangen, wenn er gleichzeitig auf den (höheren, belasteten oder beschränkenden) Erbteil verzichtet.
Inwieweit eine sozinische Klausel mit § 2306 BGB vereinbar ist, ist noch nicht abschließend geklärt.

## Österreich
Der Umfang und Anwendungsbereich der sozinische Klausel ergab sich bis zum 31. Dezember 2016 aus § 774 öABGB. Darin war geregelt und vorgesehen, dass
1. der Pflichtteil dem Pflichtteilsberechtigten ganz frei bleiben muss;
2. jede den Pflichtteil einschränkende Bedingung oder Belastung ungültig ist,
3. eine Beschränkung oder Belastung nur auf den Teil, welchen den Pflichtteil übersteigt, bezogen werden kann.

Daraus folgte die (einschränkenden) Formulierungen, wenn die sozinische Klausel in Vermächtnissen nach österreichischem Erbrecht verwendet wurden. So wurde in der Regel bei der Formulierung der sozinischen Klausel nach österreichischem Recht der Pflichtteilsberechtigte vom Erblasser im Vermächtnis angewiesen, eine bestimmte Belastung oder Bedingung über den Pflichtteil hinaus freiwillig zu tragen. Tat er dies nicht, so sollte er lediglich den gesetzlich vorgesehenen Pflichtteil erhalten.
Der Erbe und Pflichtteilsberechtigte wurden also durch die Sozinische Klausel vom Erblasser vor die Wahl gestellt, entweder eine mit Belastungen oder Beschränkungen verbundene Zuwendung, die wertmäßig den Pflichtteil übersteigt, zu erhalten oder aber, nur den unbelasteten, (geringeren) Pflichtteil zu nehmen.
Bei Vorliegen einer sozinischen Kautel hat der Erbe mit der Abgabe der Erbserklärung sein Wahlrecht verbraucht. Er kann die gerichtliche Erbserklärung nicht mehr widerrufen und auch den Pflichtteilsanspruch nicht mehr geltend machen. Die in § 774 ABGB normierte Ungültigkeit der den Pflichtteil einschränkenden Beschränkung oder Belastung ist nur relativ; sie entfällt, wenn der Pflichtteilsberechtigte die ungünstige Belastung freiwillig übernimmt (OGH in 7Ob495/56).

## Liechtenstein
In Liechtenstein wurden die Bestimmungen der §§ 720, 774 FL-ABGB aus den §§ 720, 774 öABGB(alt) rezipiert. Bis zum 31. Dezember 2016 waren diese weitgehend wortgleich. § 774 FL-ABGB lautet weiterhin: Der Pflichtteil kann in Gestalt eines Erbteiles oder Vermächtnisses, auch ohne ausdrückliche Benennung des Pflichtteiles hinterlassen werden. Er muss aber dem Pflichtteilsberechtigten ganz frei bleiben. Jede denselben einschränkende Bedingung oder Belastung ist ungültig. Wird dem Pflichtteilsberechtigten ein grösserer Erbteil zugedacht, so kann sie nur auf den Teil, welcher den Pflichtteil übersteigt, bezogen werden. Auch § 720 FL-ABGB lautet weiterhin wie zuvor: Eine Anordnung des Erblassers, wodurch er dem Erben oder Legatar unter angedrohter Entziehung eines Vorteiles verbietet, den letzten Willen zu bestreiten, soll für den Fall, dass nur die Echtheit oder der Sinn der Erklärung angefochten wird, nie von einer Wirkung sein, während dieser Paragraph in Österreich aufgehoben wurde.

### Stiftungen
Eine besondere Form der Sozinischen Kautel kann auch in einer Stiftungserklärung (z. B. Stiftungsstatut) enthalten sein. Danach wird die Begünstigtenstellung eines Pflichtteilsberechtigten in einer Stiftung davon abhängig gemacht, dass dieser keine Pflichtteilsansprüche erhebt.
In einem solchen Fall ist die Sozinische Kautel nicht in einer letztwilligen Verfügung, sondern in einem Stiftungsdokument enthalten und die bedingte Zuwendung an den Pflichtteilsberechtigten stammt nicht aus dem Nachlass.